# Arkadi și Boris Strugațki

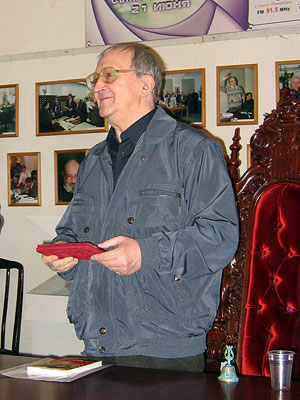
Boris Strugațki în 2006

Frații Arkadi (rusă Аркадий; n. 28 august 1925 – d. 12 octombrie 1991) și Boris (rusă Борис; n.  14 aprilie 1933 - m. 19 noiembrie 2012) Strugațki (rusă Стругацкий) sunt autori ruși evrei de science fiction care au publicat mai multe lucrări împreună.
Frații Strugațki sunt probabil cei mai cunoscuți scriitori sovietici ai genului științifico-fantastic, având fani numeroși. Munca lor timpurie a fost influențată de Ivan Efremov. Cel mai celebru roman al lor este Picnic la marginea drumului după care Andrei Tarkovsky a realizat filmul Călăuza. Frații Strugațki au fost și încă mai sunt populari în mai multe țări, cum ar fi Polonia, Ungaria, Bulgaria sau Germania. Frații au fost invitați de onoare în 1987 la World Science Fiction Convention, convenție care a avut loc la Brighton, Anglia.

## Opera

### Romane și nuvele
| Titlul în română                                                         | Titlul original                  | Apariție în rusă           | Traducerea în română                                                  | Tipul lucrării               |
| ------------------------------------------------------------------------ | -------------------------------- | -------------------------- | --------------------------------------------------------------------- | ---------------------------- |
| Din exterior (sau Extraordinara aventură a lui Boris Ivanovici Stronski) | Извне                            | 1958                       | 1958, în nr. 87/1958 al Colecției de povestiri științifico-fantastice | nuvelă                       |
| Țara norilor purpurii                                                    | Страна багровых туч              | 1959                       | 1961                                                                  | roman                        |
| Drumul spre Amalteea                                                     | Путь на Амальтею                 | 1960                       | ?                                                                     | nuvelă                       |
| Întoarcerea - Amiaza veacului al XXII-lea                                | Полдень, XXII век                | 1962                       | 1964                                                                  | roman/ colecție de povestiri |
| Stagiarii                                                                | Стажеры                          | 1962                       | ?                                                                     | roman                        |
| Tentativa de evadare                                                     | Попытка к бегству                | 1962                       | ?                                                                     | nuvelă                       |
| Curcubeul îndepărtat                                                     | Далёкая Радуга                   | 1963                       | ?                                                                     | nuvelă                       |
| E greu să fii zeu                                                        | Трудно быть богом                | 1964                       | 2006 (Ed. Paralela 45)                                                | roman                        |
| Lunea începe sâmbătă                                                     | Понедельник начинается в субботу | 1965                       | 2008 (Ed. Paralela 45)                                                | roman                        |
|                                                                          | Хищные вещи века                 | 1965                       | ?                                                                     | roman                        |
| Îngrijorare (netradus)                                                   | Беспокойство                     | 1990 (scris în 1965)       | ?                                                                     | nuvelă                       |
| Melcul pe povârniș sau Melcul pe pârtie                                  | Улитка на склоне                 | 1966-68 (scris în 1965)    | 2011 (Ed. Paralela 45)                                                | roman                        |
|                                                                          | Гадкие лебеди (sau Время дождя)  | 1972 (scris în 1966-67)    | ?                                                                     | roman                        |
| A doua invazie a marțienilor                                             | Второе нашествие марсиан         | 1967                       | 2007 (Ed. Paralela 45)                                                | nuvelă                       |
| Basmul Troicii                                                           | Сказка о Тройке                  | 1968                       | ?                                                                     | nuvelă                       |
| Insula locuită                                                           | Обитаемый остров                 | 1969                       | ?                                                                     | roman                        |
| Hotelul „La crucea alpinistului”                                         | Отель «У Погибшего Альпиниста»   | 1970                       | 2006 (Ed. Paralela 45)                                                | roman                        |
| Piciul                                                                   | Малыш                            | 1971                       | 2006 (Ed. Paralela 45)                                                | roman                        |
| Picnic la marginea drumului                                              | Пикник на обочине                | 1972                       | 1994 (Ed. Nemira), 2008 (Ed. Paralela 45)                             | roman                        |
| Un flăcău din infern                                                     | Парень из преисподней            | 1974                       | ?                                                                     | nuvelă                       |
| Un miliard de ani până la sfârșitul lumii                                | За миллиард лет до конца света   | 1977                       | 2011 (Ed. Paralela 45 - Ediția a II-a)                                | nuvelă                       |
| Orașul damnat                                                            | Град обреченный                  | 1988-89 (scris în 1970-75) | 2011 (Ed. Paralela 45 - Ediția a III-a)                               | roman                        |
|                                                                          | Повесть о дружбе и недружбе      | 1980                       | ?                                                                     | nuvelă                       |
| Scarabeul în mușuroi                                                     | Жук в муравейнике                | 1980                       | 2009 (Ed. Paralela 45)                                                | roman                        |
|                                                                          | Хромая судьба                    | 1986                       | ?                                                                     | roman                        |
| Valurile liniștesc vântul                                                | Волны гасят ветер                | 1986                       | 1994 (Ed. Nemira), 2009 (Ed. Paralela 45)                             | roman                        |
|                                                                          | Отягощённые злом                 | 1988                       | ?                                                                     | roman                        |

### Povestiri scurte
- Белый конус Алаида - 1959
- Человек из Пасифиды - 1962
- Fluctuația Gigantă (Гигантская флуктуация) - 1962
- О странствующих и путешествующих - 1963

#### În română
- „Conul alb al Alaidei” și „Cheia timpului”- în colecția Povestiri SF nr 138
- „Extraordinara aventura a lui B.I. Stronski”
- „Reflex spontan”
- „Călători în Univers” în Formula nemuririi,  Editura Tineretului, Colecția SF, 1967